# Hofapotheke Lich

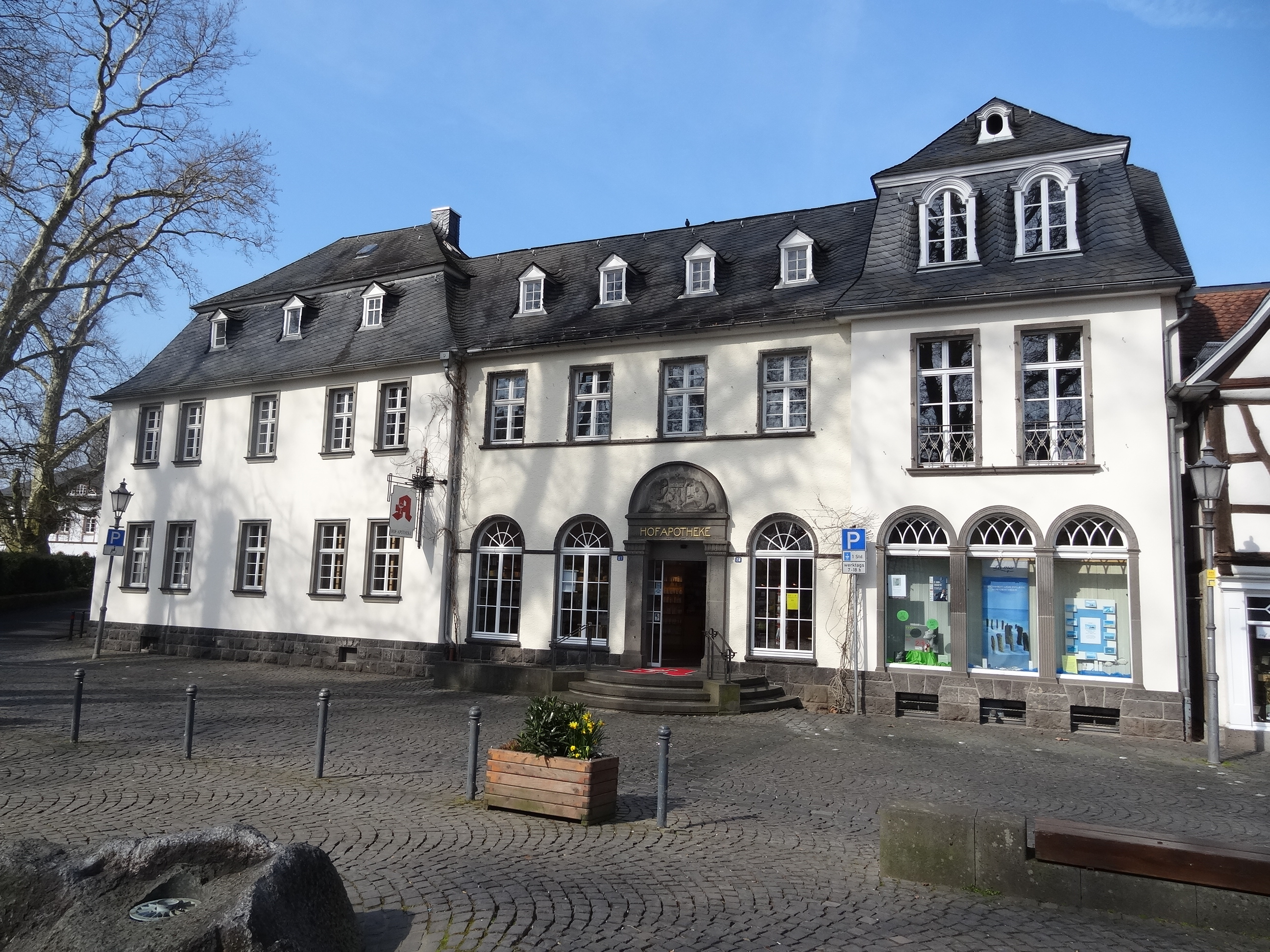
Hofapotheke Lich

Die Hofapotheke Lich ist eine Apotheke in der hessischen Stadt Lich. 1703 gegründet, ist sie die älteste Apotheke der Grafschaft Solms-Hohensolms-Lich. Das Apothekengebäude neben dem Licher Schloss steht unter Denkmalschutz.

## Geschichte
Philipp Jakob Müntz erhielt am 20. Juni 1703 eine „Hochgräfflich gnädiges Privilegium und Freyheits-Brieff über die Muntzische Apotheke in der Hochgräffl. Residence-Stadt Lich“ durch den Grafen Adolf Moriz zu Solms und Tecklenburg. Müntz, der 1667 als Sohn eines Licher Bürgers geboren worden war, erhielt damit ein exklusives und vererbliches Apothekenprivileg. Ihm wurde aufgegeben, auf höchste Qualität der Medikamente zu achten und bei der Preisgestaltung sich an die Frankfurter Taxe zu halten.
Durch das Gewerbeedikt von 1827 und das Gesetz vom 30. Juli 1848 wurde die Exklusivität beendet. 1731 übernahm der Schwiegersohn von Müntz, Johann Christian Kämpfer die Apotheke. Nach dessen Tod 1747 verwaltete zunächst ein Provisor die Apotheke, bis das Privileg 1753 auf Philipp Jakob Schwenck übertragen. Schwenck wurde 1707 geboren und machte eine Lehre bei Apotheker Joh. Kaspar Müntz in Eisenach. Schwenck war ein reicher Mann. Er war Apotheker und Rathsverwandter in Lich, besaß ein Haus, vier Ställe und eine Scheune. Von seinen vier Söhnen (daneben hatte er fünf Töchter) übernahm Johann Jakob Schwenk die väterliche Apotheke, starb aber bereits mit 46 Jahren, worauf sein Bruder Johann August Schwenck (13. Februar 1756 – 8. Juli 1840) 1798 in den Besitz der Apotheke kam. Er war Dr. med., Physikatsarzt Hofmedicus und Hofrat. Er galt als sehr gebildeter Mann. Seine Bibliothek füllte drei Räume seines Hauses.
Mit der Mediatisierung der Grafen zu Solms 1803 wurde am 18. November 1803 das bestehend Privileg durch den Großherzog von Hessen-Darmstadt erneuert. Die Apotheke wurde zur Hofapotheke erhoben.
Nach Schwencks Tod wurde der Neffe seiner ersten Frau, Ludwig Kasimir Weber (* 6. Februar 1806 in Birstein) zunächst Provisor der Apotheke, bevor er sie für 10.000 Gulden von Schwencks Witwe erwarb. Weber betrieb die Apotheke 37 Jahre lang. Er war mit der Tochter des späteren fürstlichen Forstrates Braun, Luise Charlotte Henriette verheiratet. Aus der Ehe gingen fünf Kinder hervor, darunter Arnold Wilhelm Weber (* 24. November 1844). Dieser erlernte das Apothekenwesen 1859 bei Apotheker Vogt in Butzbach, arbeitete in Apotheken in Mannheim, Worms und Singen und studierte in Gießen und Heidelberg und wurde dort Assistent bei Professor Erlenmeyer. 1877 erwarb er die väterliche Apotheke in Lich.
Arnold Wilhelm Weber und dessen Frau Maria geborene Krausser hatten neun Kinder. Der älteste Sohn, Ludwig Weber (* 10. Mai 1875) trat in die Fußstapfen seines Vaters. Er machte eine Lehre in der väterlichen Apotheke, arbeitete in Kappeln (Schlei), Kiel-Neumühlen und Zürich und studierte in Darmstadt. Danach war er ab 1902 Provisor einer Apotheke in Thun (Schweiz) bevor er 1906 die Licher Apotheke übernahm.
1912 bis 1915 baute er den Apothekenneubau, ließ 1921 bis 1922 das Wohnhaus umbauen und 1925 das Hinterhaus abreißen um den Apothekengarten anzulegen.
Ludwig Weber blieb unverheiratet. Am 20. März 1929 trat sein Bruder Johannes Theodor Weber als Gesellschafter in das Unternehmen ein und erwarb im Jahr 1949 Ludwigs Anteile. Daneben traten weitere Familienmitglieder in die Apotheke ein: Hans Weber (* 4. Dezember 1889, approbiert 1921) und Lotte Weber (* 30. August 1911, approbiert 1939).
Heute wird die Apotheke von Volker Glaub betrieben.

## Das Apothekengebäude

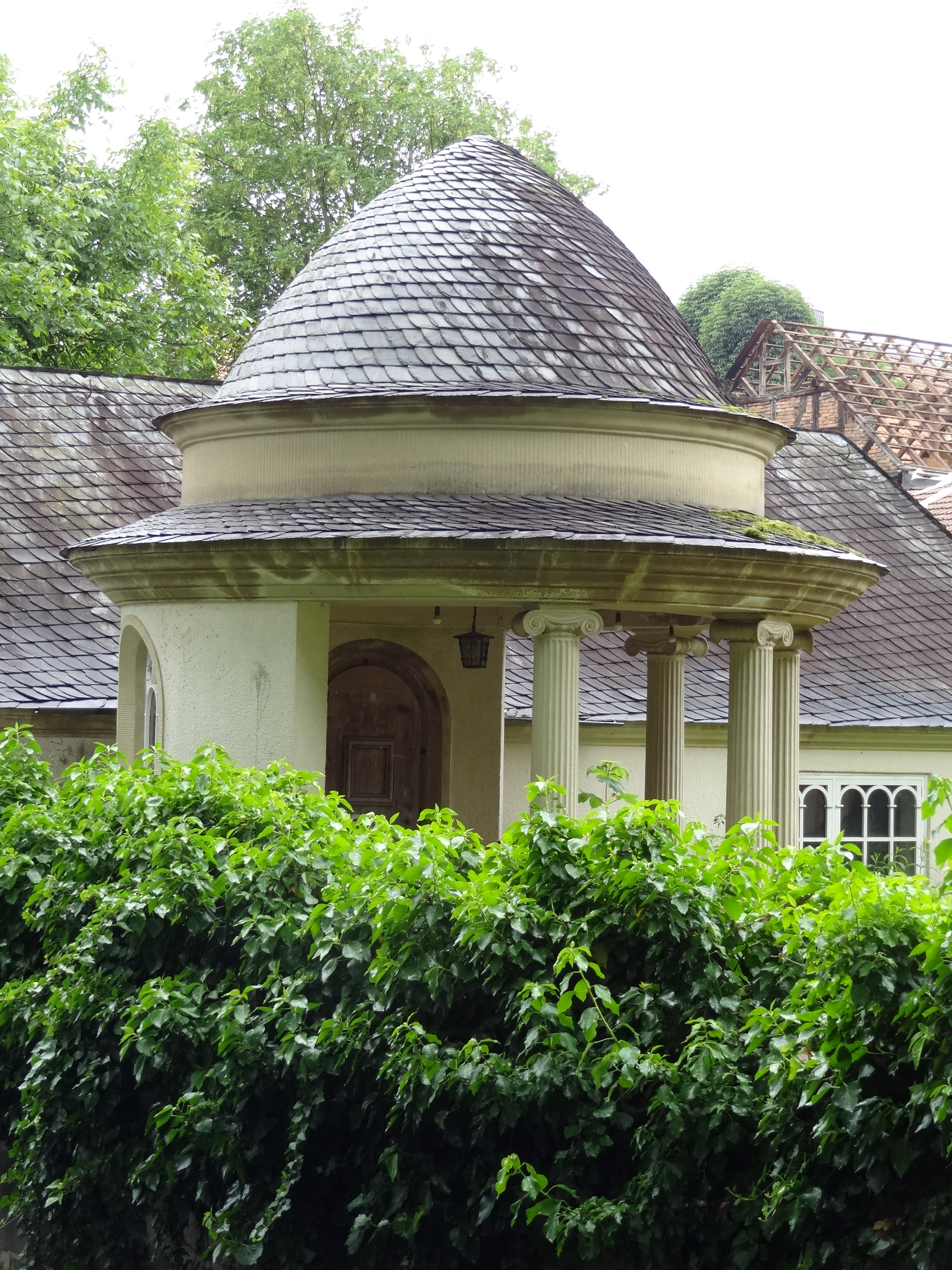
Gartentempel

Die Apotheke befand sich ursprünglich gegenüber dem Rathaus (Haus Vogt Nr. 2). Johann August Schwenck verlegte sie in ein neu gebautes Haus nahe dem Schloss, dem heutigen Standort.
Das heutige Apothekengebäude mit Adresse Unterstadt 23, 25, 27 wurde zwischen 1912 und 1915 gebaut und steht heute unter Denkmalschutz. Es handelt sich um einen dreigliedrigen barockisierender Bau aus fünfachsigem Eckbau, vierachsigem Mittelteil und zweiachsigem Risalit. Es verfügt über ein Mansardendach mit Gauben. Neben dem Haus steht auch der Gartentempel im Apothekengarten unter Denkmalschutz.